# Campeonato Mundial Juvenil de Béisbol de 1994
La Campeonato Mundial Juvenil de Béisbol 1994 fue una competición de béisbol internacional que se disputó en Brandon, Canadá, del 21 de junio al 21 de julio organizado por la IBAF.

## Primera Ronda
| Pos | Equipo         | V | D |
| --- | -------------- | - | - |
| 1°  | China Taipéi   | 8 | 1 |
| 2°  | Corea del Sur  | 7 | 2 |
| 3°  | Brasil         | 6 | 3 |
| 4°  | Estados Unidos | 6 | 3 |
| 5°  | Canadá         | 5 | 4 |
| 6°  | Cuba           | 4 | 5 |
| 7°  | México         | 2 | 7 |
| 8°  | Australia      | 2 | 7 |

     – Clasificados a la Semifinal.

## Fase final
|  | Semifinales    | Semifinales   |    |        | Final          | Final |  |
|  |                |               |    |        |                |       |  |
|  |                |               |    |        |                |       |  |
|  |                |               |    |        |                |       |  |
|  | China Taipéi   | 4             |    |        |                |       |  |
|  | Estados Unidos | 6             |    |        |                |       |  |
|  |                |               |    |        |                |       |  |
|  |                |               |    |        |                |       |  |
|  |                |               |    |        | Estados Unidos | 10    |  |
|  |                | Corea del Sur | 11 |        |                |       |  |
|  |                |               |    |        |                |       |  |
|  |                |               |    |        |                |       |  |
|  |                |               |    |        | Tercer lugar   |       |  |
|  |                |               |    |        |                |       |  |
|  | Corea del Sur  | 15            |    | Brasil |                |       |  |
|  | Brasil         | 5             |    |        | China Taipéi   |       |  |

## Posiciones finales
| Pos | Equipo         | V | D |
| --- | -------------- | - | - |
|     | Corea del Sur  | 9 | 2 |
|     | Estados Unidos | 7 | 4 |
|     | China Taipéi   | 9 | 2 |
| 4°  | Brasil         | 6 | 5 |
| 5°  | Canadá         | 5 | 4 |
| 6°  | Cuba           | 4 | 5 |
| 7°  | México         | 2 | 7 |
| 8°  | Australia      | 2 | 7 |